# Lawrence Rabiner
Lawrence R. Rabiner (* 28. September 1943 in Brooklyn) ist ein US-amerikanischer Informatiker und Elektrotechniker, der sich mit digitaler Signalverarbeitung, automatischer Sprachsynthese und Spracherkennung befasst.
Rabiner studierte Elektrotechnik am Massachusetts Institute of Technology mit dem Bachelor- und Masterabschluss 1964 sowie der Promotion 1967. Danach ging er an die Bell Laboratories in Murray Hill, wo er 1985 Abteilungsleiter, 1990 Direktor und 1995 Vizepräsident wurde. 1989 wurde er Fellow der Bell Labs. Nach der Aufspaltung 1996 war er bei AT&T Labs und fungierte dort als Direktor des Labors für Sprach- und Bildverarbeitung. 1998 wurde er bei AT&T Labs Vizepräsident für Forschung, 2002 ging er in den Ruhestand. Danach unterrichtete er an der Rutgers University und gleichzeitig an der University of California, Santa Barbara.
Von ihm stammen einige Algorithmen für digitale Filterung und digitale Spektralanalyse wie die Chirp z-Transform (1969) und verschiedene Methoden zur Synthese von FIR  (mit Methoden der Linearen Programmierung und Tschebyscheff-Filter).
Er wandte Hidden-Markov-Model-Methoden in der Spracherkennung an und entwickelte eines der ersten Geräte zur digitalen Sprachsynthese bei beliebiger Texteingabe. Die von ihm bei AT&T entwickelten Spracherkennungssysteme wie das VRCP (Voice Recognition Call Processing) ermöglichten der Firma durch Einsparung von Telefonisten jährliche Einsparungen von hunderten Millionen Dollar.
1980 erhielt er mit Ronald W. Schafer den IEEE Emanuel R. Piore Award und 1999 die IEEE Jack S. Kilby Signal Processing Medal. 1999 erhielt er die IEEE Millennium Medal und 1984 den IEEE Centennial Award. Er ist IEEE Fellow (1976) und Fellow der Acoustical Society of America. 1983 wurde er Mitglied der National Academy of Engineering und 1990 der National Academy of Sciences. Er war Präsident der IEEE Acoustics, Speech, and Signal Processing Society und Vizepräsident der Acoustical Society of America. Er war Herausgeber der ASSP Transactions und war im Herausgeber-Gremium der IEEE Proceedings.

## Schriften
- mit Ronald Schafer Digital processing of speech signals, Prentice-Hall 1978
- A tutorial on hidden Markov models and selected applications in speech recognition, Proceedings of the IEEE, 1989, S. 257–286
- mit Bernard Gold Theory and Application of Digital Signal Processing, Prentice-Hall 1975
- mit Ronald E. Crochiere Multirate Digital Signal Processing, Prentice-Hall 1983
- mit Biing-Hwang Juang Fundamentals of Speech Recognition, Prentice-Hall 1993
- mit Ronald W. Schafer Digital Representations of Speech Signals, Proceedings IEEE, Band 63, 1975, S. 662–677
- Herausgeber mit Charles Rader Digital Signal Processing, IEEE Press 1972
- mit Ronald W. Schafer Introduction to Digital Speech Processing, Boston: Now 2007